# Tomás Muñiz Pablos
Tomás Muñiz Pablos, o Tomás Muniz de Pablos que citan otras fuentes, (Castaño del Robledo, Huelva, 29 de enero de 1874 - Santiago de Compostela, 15 de marzo de 1948) fue un canonista y arzobispo español. Ocupó los cargos de obispo de Pamplona (1928-1935) y arzobispo de Santiago de Compostela (1935-1948). Fue consejero nacional del Movimiento y procurador en Cortes (1943-1946).

## Biografía

### Primeros años y formación
Nació en Castaño del Robledo en 1874. Ingresó en el Seminario de Sevilla en 1885 para cursar sus estudios eclesiásticos, obteniendo el doctorado en Sagrada Teología en 1897, el doctorado en Filosofía en 1898 y el doctorado en Derecho canónico en 1901.

### Vida sacerdotal y docente
Fue profesor entre 1898-1905 de latín, teología y derecho. Será vicario general del obispo de León, Juan Manuel Sanz y Caravia, compañero del seminario, a quien seguirá en su traslado a Jaén en 1909 donde será nombrado «canónigo arcipreste de Jaén y vicario foráneo de Baeza».
En 1924 fue nombrado auditor del Tribunal de la Rota en Madrid gracias a su labor en temas de derecho canónico que le dieron a conocer como erudito y experto en la materia habiendo publicado varios artículos con gran aceptación.

### Episcopado
El 10 de marzo del año 1928 fue preconizado obispo de Pamplona, cargo que ocupará el 24 de junio de ese año. Durante su estancia en Pamplona levantará el nuevo Seminario Diocesano que se finalizará en 1935. También durante esta época, «para hacer frente a la prensa anticlerical creó la hoja parroquial La Verdad», así como organizó la Acción Católica «en sus cuatro ramas» –la Hermandad Obrera de Acción Católica (HOAC), la Juventud Obrera Católica (JOC), y sus correspondientes ramas femeninas, HOACF y JOCF–, en toda la diócesis. También creó la Obra económica de Culto y Clero para suplir la eliminación de la partida eclesiástica en los presupuestos del estado.
El 13 de agosto de 1935 es nombrado arzobispo de Santiago de Compostela cargo que ocupará hasta su fallecimiento en 1948.

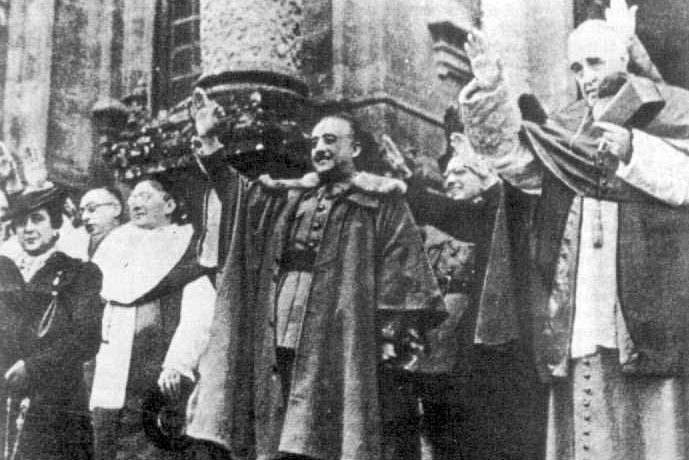
Muñiz de Pablos junto al dictador Francisco Franco y su esposa Carmen Polo, en la catedral de Santiago de Compostela.

Fue consejero nacional del Movimiento y procurador en Cortes por designación directa del jefe del Estado durante la I Legislatura de las Cortes Españolas (1943-1946).